# Eukiefferiella ogasaoctava
Eukiefferiella ogasaoctava är en tvåvingeart som beskrevs av Sasa och Suzuki 1997. Eukiefferiella ogasaoctava ingår i släktet Eukiefferiella och familjen fjädermyggor. Inga underarter finns listade i Catalogue of Life.